# ريحان الاسفل (الحيمة الخارجية)

تعديل مصدري - تعديل

ريحان الاسفل هي إحدى قرى عزلة بني جحدب بمديرية الحيمة الخارجية التابعة لمحافظة صنعاء، بلغ تعداد سكانها 59 نسمة حسب تعداد اليمن لعام 2004.